# Don Quijote (Unternehmen)

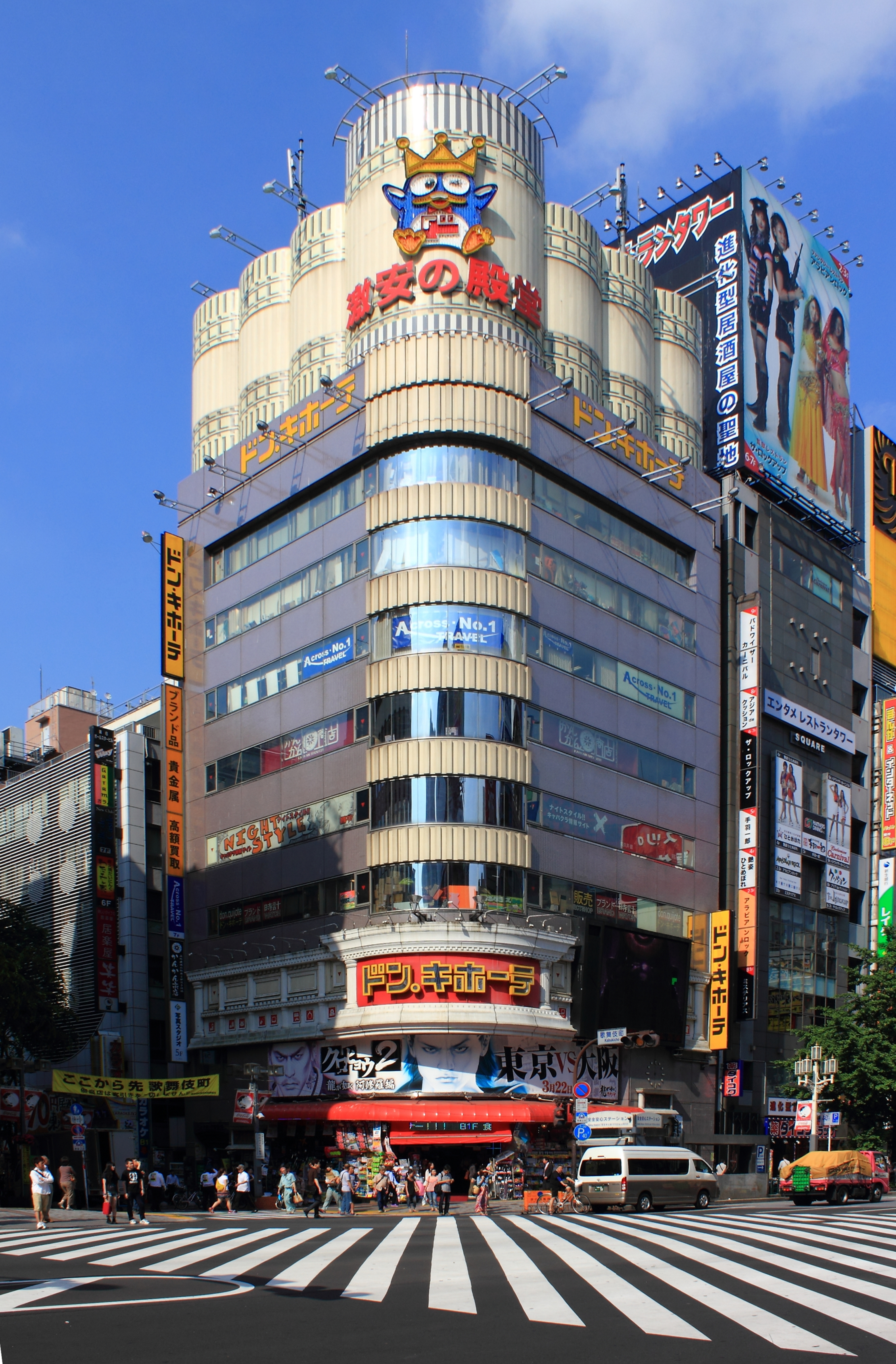
Don Quijote in Shinjuku, Tokio

K.K. Don Quijote (jap. 株式会社ドン・キホーテ, Kabushiki kaisha Don Kihōte, engl. Don Quijote Co., Ltd.) ist ein japanischer Discounter mit Unternehmenssitz in Meguro, Tokio, der 1980 von Takao Yasuda gegründet wurde. Das Unternehmen bietet ein sehr breit gefächertes Produktsortiment an, das von Haushaltswaren, Elektronikartikeln bis hin zu Lebensmitteln reicht. Umgangssprachlich wird Don Quijote auch Donki (ドンキ) genannt. Seit 2019 existiert als Oberbau die Pan Pacific International Holdings Corp.

## Firmengeschichte

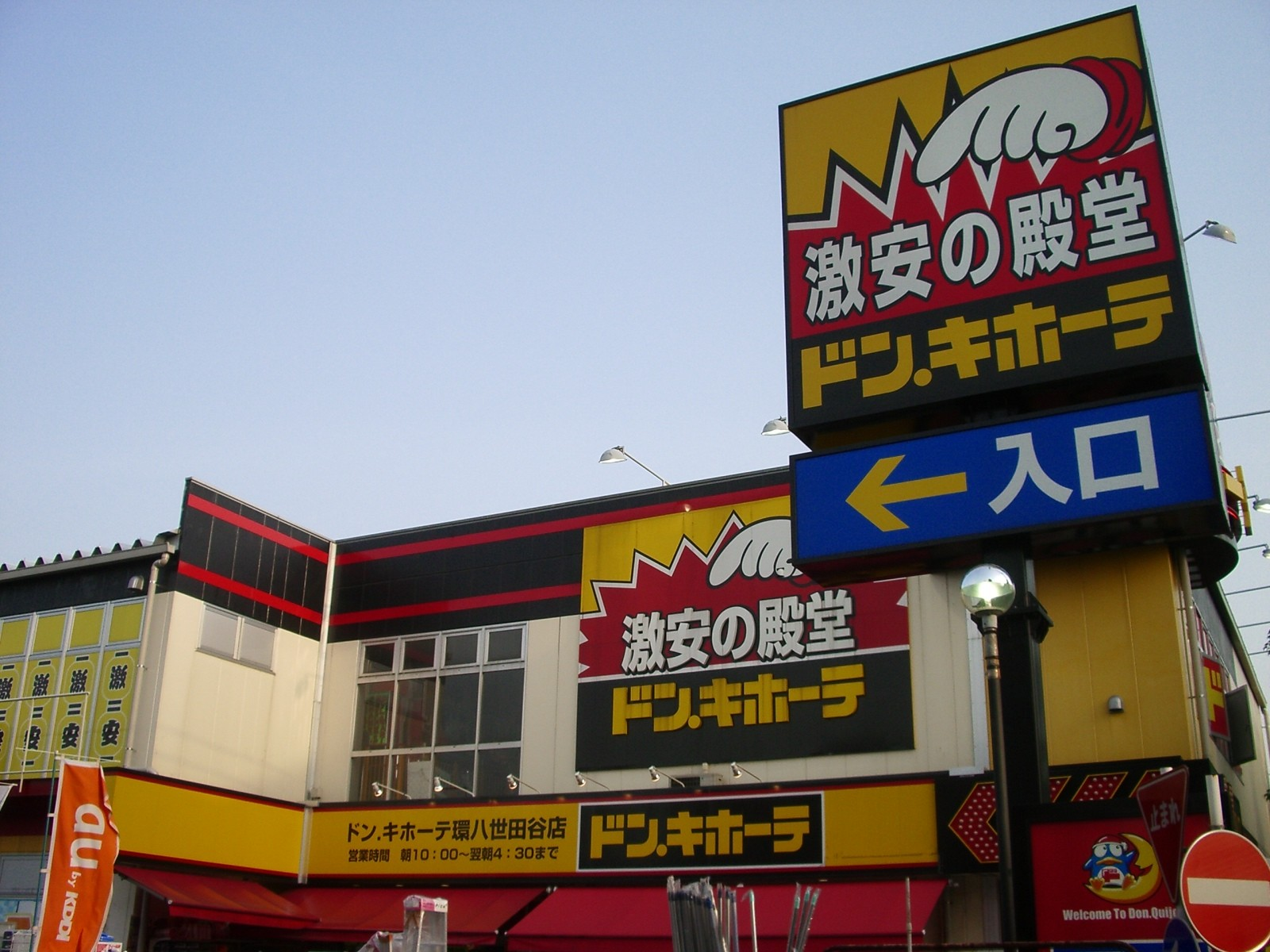
Don Quijote Kampachi

Gegründet wurde die jetzige K.K. Don Quijote im September 1980 im Tokioter Stadtbezirk Suginami als K.K. Just (株式会社ジャスト, Kabushiki-gaisha Jasuto) vom jetzigen Firmenchef Takao Yasuda. Alle Filialen liefen bis 1989 unter dem Namen Just. 1989 wurde dann die erste Filiale unter dem neuen Namen Don Quijote in Fuchū, Präfektur Tokio eröffnet. 1995 folgte dann die Umbenennung des Gesamtunternehmens in K.K. Don Quijote.
Zu dem Unternehmen gehören seit 2001 auch die PAW-Einkaufszentren sowie eine kleine Variante der Don-Quijote-Läden, die Picasso (ピカソ) Discounter.
Das Unternehmen ist seit 1998 an der Tokioter Börse notiert.

### Don Quijote im Ausland
Seit 2006 setzt das Unternehmen nicht nur auf Wachstum in Japan, sondern auch in Übersee. Ein erster Schritt hierzu war die Übernahme der Daiei im Jahre 2006. Die vier Filialen auf Hawaii in den USA wurden in Don Quijote umbenannt und an das eigene Konzept angepasst.
2021 wurde die Gelson's-Gruppe mit 27 Supermärkten in Kalifornien erworben.
Stand 2022 gibt es 16 Filialen in Singapore, neun Filialen in Hong Kong, sechs Filialen in Thailand, drei in Hawaii, drei in Malaysia, zwei in Taiwan und eine in Macau.

## Wissenswertes

### Das Maskottchen
Das Firmenmaskottchen ist ein kleiner blauer Pinguin namens „Donpen“, welcher sich aus dem Firmennamen Don Quijote und dem englischen Wort für Penguin (Pinguin) zusammensetzt. Er trägt eine rote Nachtmütze und sitzt oft auf einem Halbmond. In ihm soll sich das Unternehmenskonzept des nächtlichen Einkaufens widerspiegeln. Seine geplante Ablösung scheiterte 2022 nach einem Ansturm der Kunden.

### Picasso Discounter
Diese kleine Form der eigentlichen Don-Quijote-Läden wurde speziell für kleine Einkaufszentren konzipiert. Das Sortiment ist weniger umfangreich und die Ladenfläche dementsprechend kleiner.

### PAW (Peoples Amusement World)
Die so genannten PAW sind Einkaufszentren, die neben einer Don-Quijote-Filiale auch eine Vielzahl anderer Geschäfte wie Fast-Food-Läden, Spielhallen, Salons etc. anbieten.

### Achterbahn
Im Jahr 2005 plante die K.K. Don Quijote, eine Achterbahn auf dem Dach ihrer Filiale in Roppongi zu errichten. Dieser Plan musste jedoch nach heftigem Widerstand der Anlieger aufgegeben werden. Seither steht die ungenutzte Konstruktion auf dem Dach des Gebäudes. Über die weitere Nutzung gibt es bisher keine Pläne.

### Ausländische Importwaren
Neben einheimischen Produkten verkauft Don Quijote auch Produkte, insbesondere Lebensmittel, aus der ganzen Welt. Diese werden oft zu günstigeren Preisen angeboten als in normalen Supermärkten.

## Belege
1. ↑  Corporate Philosophy｜PPIH. Abgerufen am 6. Juli 2023 (englisch).
2. ↑  Donki redesigning Daiei Kaheka store Hawaii. In: Honolulu Star-Bulletin. 1. Juni 2006, archiviert vom Original (nicht mehr online verfügbar) am 11. Mai 2008; abgerufen am 21. Juni 2008 (englisch).  Info: Der Archivlink wurde automatisch eingesetzt und noch nicht geprüft. Bitte prüfe Original- und Archivlink gemäß Anleitung und entferne dann diesen Hinweis.
3. ↑  Pan Pacific International Holdings Acquires Gelson s Markets. In: Mergr. Abgerufen am 7. Juli 2023.
4. ↑  Don Quijote founder and his ties to Singapore. 7. Juni 2017, abgerufen am 7. Juli 2023 (englisch).
5. ↑  Donki Kingdom | Business Page. 13. März 2008, archiviert vom Original (nicht mehr online verfügbar) am 13. März 2008; abgerufen am 7. Juli 2023.  Info: Der Archivlink wurde automatisch eingesetzt und noch nicht geprüft. Bitte prüfe Original- und Archivlink gemäß Anleitung und entferne dann diesen Hinweis.
6. ↑  Klook Travel: Japan's Popular Don Don Donki Has Finally Opened Its First Store In Malaysia At Lot 10, Bukit Bintang! - Klook Travel Blog. Abgerufen am 7. Juli 2023 (englisch).
7. ↑  Donki discount store mascot survives axe after Japanese uproar. In: BBC News. 21. Dezember 2022 (bbc.com [abgerufen am 7. Juli 2023]).